# أندريا لويل
أندريا لويل (بالإنجليزية: Andrea Lowell) هي عارضة وممثلة أمريكية، ولدت في 17 يناير 1983 في لونغ بيتش في الولايات المتحدة.

## وصلات خارجية
- أندريا لويل على موقع IMDb (الإنجليزية)
- أندريا لويل على موقع قاعدة بيانات الفيلم (الإنجليزية)